# Ratafià
Il termine ratafià, denominato localmente anche ratafia o rataffia, indica qualsiasi tipo di liquore composto da un infuso a base di succhi di frutta e alcol. Esistono diverse tradizioni locali, principalmente in Italia, Spagna, Francia e Svizzera.

## Italia
Il ratafià piemontese viene prodotto su tutto l'arco alpino dov'è bevanda tradizionale (conosciuta e prodotta anche sul versante francese delle Alpi). Storica è la produzione ad Andorno Micca, paese della provincia di Biella, dove già nel 1600 il ratafià veniva prodotto con ciliegie nere nel monastero di Santa Maria della Sala. Successivamente la lavorazione divenne caratteristica di alcune famiglie del paese, che dal 1880 è sede dello storico liquorificio Rapa Giovanni. Altrettanto storica è la produzione del Ratafià dell'Antica Distilleria Alpina Bordiga in Cuneo dal 1888.
In Abruzzo dove fa parte dei Prodotti agroalimentari tradizionali abruzzesi e Molise, il ratafià è un liquore diffuso in tutta la regione a base di amarene e di vino rosso ottenuto da uve del vitigno  Montepulciano. È tradizionalmente prodotto ponendo, in proporzioni variabili secondo la ricetta locale, amarene mature intere o snocciolate e zucchero dentro recipienti di vetro esposti al sole per circa 30 giorni, al fine di favorire la fermentazione. Al prodotto così ottenuto si aggiunge poi il vino rosso, lasciando macerare e agitando periodicamente il tutto per almeno altri 30 giorni, ma si può arrivare anche a 5-6 mesi. Il prodotto è poi filtrato e imbottigliato. In alcuni casi dopo la filtrazione si aggiunge dell'alcool per aumentarne la gradazione.

Nella Valle del Liri, al confine tra Lazio e Abruzzo, viene aggiunta anche qualche goccia di caffè insieme alla cannella ed alla vaniglia. È un liquore dal gusto dolce e piacevole, con una gradazione alcolica variabile secondo la tecnica di produzione: da 7-14% vol. a 20-22% vol. con l'aggiunta di alcool. Il colore è rosso più o meno intenso e ha l'odore caratteristico di amarene e frutti di bosco. È normalmente consumato giovane, per apprezzarne la maggiore freschezza degli aromi. La preparazione e l'uso del Ratafia rientrano nella secolare tradizione contadina tramandata di generazione in generazione.
A parte queste ipotesi, forse pittoresche e fantasiose, il liquore era usato, più prosaicamente, per sancire gli accordi commerciali o la stipula di atti notarili e legali al termine delle trattative.
Nel Canton Ticino e in Catalogna il Ratafià è un liquore di noci verdi macerate nella grappa, e non di frutta fermentata (che in Italia viene chiamato nocino).

## Altri Paesi

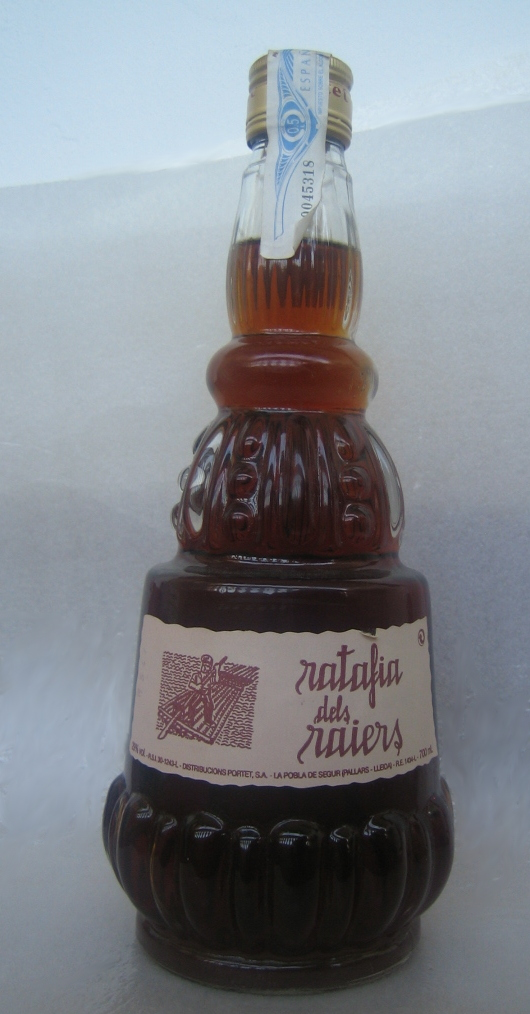
Ratafia dels Raiers, tipico della Catalogna

Si producono bevande simili in altri paesi europei, in particolare in Spagna (Paese in cui è bevanda tradizionale al nord della Catalogna, Aragona, e le Isole Baleari), Francia e la Svizzera.

## Etimologia
Da alcuni il termine è fatto risalire a tafià, un'acquavite delle Antille ricavata dalla canna da zucchero, ma è più diffusa la spiegazione popolare paretimologica che lo fa derivare dal latino rata fiat, letteralmente "fatto l'accordo/affare" (da cui i termini italiano "ratificato" e francese "ratifié"), evidentemente allusivo alla bevuta di questo liquore come suggello di un contratto verbale, atto sostitutivo della più comune stretta di mano.
In piemontese "rata fià" significa "gratta fiato".

## Nei media e nella letteratura
Il ratafià è citato, oltre che in Diavolo Rosso, nell'omonimo brano dell'album "Aguaplano" del cantautore Paolo Conte.
Lo scrittore Angelo Brofferio dedica al ratafià di Andorno una lunga lettera al parroco di Veglio, composta nel 1848 ed in seguito introdotta nell'opera antologica Tradizioni italiane per la prima volta raccolte in ciascuna provincia dell'Italia e mandate alla luce per cura di rinomati scrittori italiani.
Il ratafià è citato anche nella filastrocca di Gianni Rodari "L'invenzione dei francobolli" (Filastrocche in cielo e in terra).
In vari brani del romanzo Marina Bellezza della scrittrice Silvia Avallone i personaggi consumano ratafià di Andorno, a volte anche in quantità eccessive.
In un episodio della serie TV "The Paradise" la responsabile del reparto abbigliamento femminile Miss Audrey offre un bicchierino di ratafià alla commessa Denise.
Nel secondo atto de La Bohème di Giacomo Puccini, nella scena del caffè Momus, gli avventori del caffè gridano "Camerier! Un bicchier! Presto, olà! Ratafià!".
In "Le anime morte" di Nikolaj Gogol', il protagonista, nel capitolo terzo, consuma del ratafià.
Il cantautore piemontese Paolo Conte cita il ratafià nella canzone Diavolo Rosso, contenuta nell'album Appunti di Viaggio (1982).
Nei cerchi della notte

Questo buio sa di fieno e di lontano

E la canzone forse sa di ratafià»

## Riconoscimenti
Il Piemonte ha ottenuto dal ministero il riconoscimento del ratafià tra i prodotti agroalimentari tradizionali italiani;
il medesimo riconoscimento è stato quindi conseguito dal prodotto denominato ratafia (o rataffia) dell'Abruzzo. dal ratafià prodotto in Valle d'Aosta.